# Свята Сусанна, або школа майстрів
«Свята Сусанна, або школа майстрів» — радянський телефільм 1983 року, знятий режисером Аго-Ендріком Керге на студії «Естонський телефільм».

## Сюжет
За мотивами однойменної п'єси естонського радянського письменника та драматурга Енн Ветемаа. Гостросатирична абсурдистська комедія про закулісне життя радянської театральної трупи, яка намагається поставити виставу і на телебаченні, і в колгоспі «високої культури». Більш-менш відомі актори та режисер їдуть зі столиці до колгоспу. У місцевому Будинку культури проводиться вистава, проводиться один майже обов'язковий вечір лазні та завершується день чи ніч у колгоспному вар'єте, де виступають колгоспні самодіяльні люди. Оскільки незадовго до поїздки до колгоспу намагалися записати виставу для телебачення, до учасників також увійшли телевізійний режисер і ведучий. При дотепному діалозі екстравагантних персонажів, що чергуються з образами побуту, відкриваються психологічні передісторії-менталітет людей і його чинники, що формують його, зіткнення моральних інтересів і прагнень з нормами суспільства. Комікс змішаний із серйозними драматичними тонами, одночасно цікавими та критичними.

## У ролях
- Іта Евер — Лінда Суур і Свята Сусанна
- Тійт Ліллеорг — Сіймеон Сусі
- Урмас Кібуспуу — Раймонд Лаул
- Юрі Крюков — Арнольд Пете
- Сальме Реек — Рійєтайя Сальме
- Лійна Тенносаар — Марі
- Калью Орро — Карл, телережисер
- Лайда Кулль — Марет
- Елле Кулль — роль другого плану
- Аарне-Маті Юкскюла — голова колгоспу
- Війре Вальдма — Леесі Тулп
- Кюллікі Ранну — Ільзе
- Гунар Кілгас — Артур
- Марія Кльонська — завідуюча клубом
- Тину Каттай — Касарі
- Аго-Ендрік Керге — роль другого плану
- Війве Ернесакс — роль другого плану
- Рут Пурдмаа — роль другого плану
- Алла Удовенко — роль другого плану
- Тамара Лембер — роль другого плану
- Айме Хаамер — роль другого плану
- Лууле Аасанурм — роль другого плану
- Війві Вялі — роль другого плану
- Вамбола Ківі — роль другого плану
- Артур Реймал — роль другого плану
- Райво Тенно — роль другого плану
- Тиніс Лепп — роль другого плану
- Маті Хярматіс — роль другого плану
- Едгар Каск — роль другого плану

## Знімальна група
- Режисер — Аго-Ендрік Керге
- Сценарист — Енн Ветемаа
- Оператор — Пееп Лаансалу
- Композитор — Тину Найссоо
- Художник — Лійна Піхлак